# 蓬餅

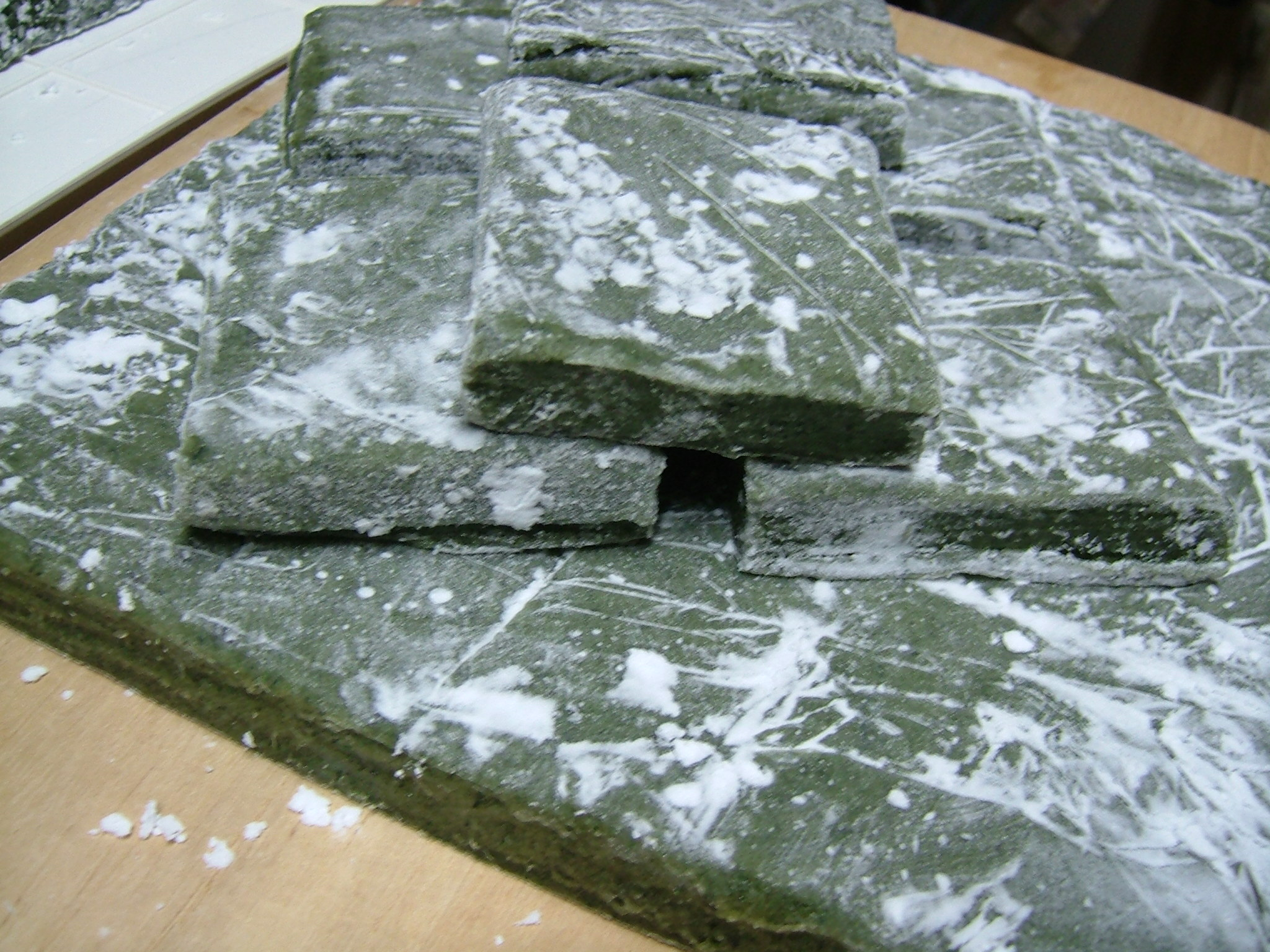
蓬餅

蓬餅（よもぎもち）はヨモギを混ぜた餅菓子。団子（ねり餅）にヨモギを混ぜたものは「草だんご」とも呼ばれる。

## 概要
蓬餅はヨモギの若葉を加えた緑色の餅菓子である。蓬餅の形態には甘味を加えないものと餡を包んだものがある。
蓬餅の製法も二つに大きく分けられる。
- 蒸したもち米に茹でたヨモギの若葉を加えて、普通の餅と同様につき、切り餅やあん餅にしたもの[1]。この方法で菱餅が作られることもある[1]。
- 上新粉などをこねて蒸し、茹でて刻んだヨモギの若葉を加えて、普通の餅と同様についたもの[1]。内側に餡を包んだり、外側に餡をまぶしたりする[1]。

ヨモギの若芽には特有の爽やかな香りがあり、それが珍重され春先の和菓子を代表するものの一つとなっている（ヨモギは餅草とも呼ばれる）。また、若芽を摘んでからゆでて乾燥させたものも出回っており、季節外れにはこれが使われる。
「ヨモギモチイ」の名称は、『日本歳時記』（17世紀末）、『本草食鑑』（17世紀末）、『年中定例記』（18世紀中頃）に見られる。草餅は、当初、ハハコグサが用いられていたが、ヨモギに邪気を払う力があり、食すと寿命が延びるという中国思想から3月3日の節供に用いられるようになった。